# Aeroporto de Caratinga
O Aeroporto Regional de Ubaporanga, também conhecido por Aeroporto de Caratinga (ICAO: SNCT), é um aeroporto regional que está localizado no município brasileiro de Ubaporanga, no interior do estado de Minas Gerais. Serve ao município de Caratinga, situado no colar metropolitano do Vale do Aço, no entanto suas operações estão restritas ao período diurno e com aeronaves de pequeno porte.
Sua pista é asfáltica e tem 1 080 metros de extensão. Está situado próximo à BR-116, no povoado de Córrego das Palmeiras.

## Acidente em 2021
Em 5 de novembro de 2021, um bimotor Beechcraft King Air, prefixo PT-ONJ, caiu a quatro quilômetros da pista de pouso, em uma cachoeira do município de Piedade de Caratinga, quando se preparava para pousar no aeroporto. A queda vitimou todos os ocupantes, sendo dois tripulantes e três passageiros, dentre eles a cantora Marília Mendonça. A aeronave vinha do Aeroporto Internacional de Goiânia e transportava a artista para um show que ela faria em Caratinga na mesma data. Antes de atingir o solo, o aparelho atingiu cabos de torre de alta tensão que, segundo relatos de pilotos, haviam atrapalhado aterrissagens nos meses anteriores.